# William Badger

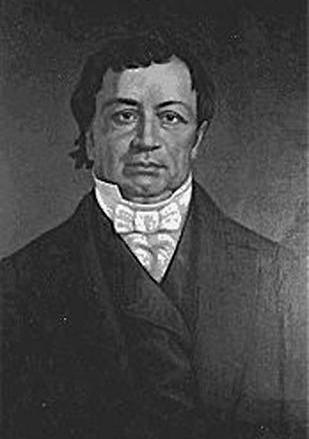
William Badger

William Badger (* 13. Januar 1779 in Gilmanton, Belknap County, New Hampshire; † 21. September 1852 ebenda) war ein US-amerikanischer Politiker und von 1834 bis 1836 Gouverneur des Bundesstaates New Hampshire.

## Frühe Jahre
William Badger besuchte die örtlichen Schulen seiner Heimat. Danach begann er eine erfolgreiche Laufbahn als Geschäftsmann. In Gilmanton gründete er eine Baumwolltextilfabrik, eine Sägemühle und eine Getreidemühle. Im Jahr 1804 wurde er zum Kurator der Gilmanton Academy gewählt. Später wurde er Vorsitzender des Kuratoriums.

## Politischer Aufstieg
Zwischen 1805 und 1812 gehörte er dem Stab von Gouverneur John Langdon an. Von 1810 bis 1812 war er zugleich Abgeordneter im Repräsentantenhaus von New Hampshire. Die Jahre 1814 bis 1817 verbrachte er im Senat seines Staates, in dem er seit 1817 als Präsident amtierte. Zwischen 1816 und 1820 war Badger beisitzender Richter an einem Berufungsgericht und von 1820 bis 1830 war er als Sheriff Polizeichef im Strafford County. In den Jahren 1824, 1836 und 1844 war er jeweils Wahlmann bei den Präsidentschaftswahlen. Im Jahr 1834 wurde er als Kandidat der Demokratischen Partei zum Gouverneur seines Staates gewählt.

## Gouverneur von New Hampshire
William Badger trat sein neues Amt am 5. Juni 1834 an. Nach einer Wiederwahl im folgenden Jahr konnte er bis zum 2. Juni 1836 im Amt bleiben. Als Gouverneur setzte er sich für eine Pockenschutzimpfung auch in den ländlichen Gebieten seines Staates ein. Badger unterstützte Präsident Andrew Jackson bei dessen Bestreben, die Bank der Vereinigten Staaten zu zerschlagen. Gouverneur Badger war auch ein Gegner der Todesstrafe. In seiner Amtszeit wurden die Statuten der Miliz reformiert. Außerdem musste sich Badger mit den Problemen der sogenannten „Republic of Indian Stream“ auseinandersetzen.

### Die Republic of Indian Stream
Seit dem Ende des Unabhängigkeitskriegs im Jahr 1783 gab es im Norden des heutigen Bundesstaats New Hampshire ein Gebiet, dessen Grenze zwischen den USA und Großbritannien umstritten war. Die Bestimmungen des damaligen Friedensvertrages waren bezüglich dieser Grenzfrage unklar. Daher beanspruchten sowohl die Briten als auch die Amerikaner dieses Gebiet für sich. Betroffen von dieser Lage waren etwa 360 Siedler. Sie wurden sowohl von den britischen als auch von amerikanischen Behörden als jeweilige Untertanen angesehen und zu Dienstleistungen für beide Seiten verpflichtet. Nach 50 Jahren dieses für sie unhaltbaren Zustandes nahmen die Siedler diese Angelegenheit nun selbst in die Hand und erklärten sich am 9. Juli 1832 zur unabhängigen Republik, die sich nach einem Fluss namens Indian Stream benannte. Hauptstadt des neuen Staates wurde Pittsburg.
In der Folge kam es aber in der nun selbständigen Republik zu inneren Unruhen zwischen den Anhängern der Briten bzw. Kanadas und den US-Amerikanern. Schließlich bat der Kongress des neuen Staates Gouverneur Badger um Hilfe. Dieser ließ die Miliz seines Staates auf Bitten der pro-amerikanischen Kräfte dort einmarschieren und den Staat besetzen. Da man weder in Washington noch in London wegen dieses verhältnismäßig unbedeutenden Gebiets einen Krieg riskieren wollte, nahm man rasch Verhandlungen darüber auf. Bereits 1835 wurde die Indian Stream Republic Teil des Bundesstaates New Hampshire. Diese Lösung wurde auch im Webster-Ashburton-Vertrag von 1842 festgehalten, in dem auch andere strittige Grenzprobleme zwischen den beiden Nationen geregelt wurden.

## Weiterer Lebenslauf
Nach dem Ende seiner Amtszeit zog sich Badger aus der Politik zurück. Er widmete sich seinen privaten Interessen und verstarb im September 1852 in seinem Heimatort Gilmanton. William Badger war zweimal verheiratet und hatte insgesamt vier Kinder.